# Segelfluggelände Im Unteren Stadtteich

i7
i11
i13
Das Segelfluggelände Im Unteren Stadtteich liegt in der Kreisstadt Tirschenreuth in Bayern, etwa 700 m südwestlich des Zentrums von Tirschenreuth.

## Flugbetrieb
Das Segelfluggelände ist mit einer 700 m langen und 30 m breiten Start- und Landebahn aus Gras (Richtung 09/27), einer 300 m langen und 25 m breiten Start- und Landebahn aus Gras (Richtung 15/33) und einer 200 m langen und 20 m breiten Startbahn aus Gras (Richtung 08) ausgestattet. Die Piste 15 ist nur für Starts zugelassen. Die Piste 08 wird bei Ostwind ausschließlich für den Start von Segelflugzeugen verwendet. Platzfremde Piloten müssen die Start- und Landebahn 09/27 verwenden. Das Segelfluggelände besitzt eine Betriebszulassung für Segelflugzeuge, Motorsegler und Ultraleichtflugzeuge. Der Start von Segelflugzeugen erfolgt per Windenstart oder Flugzeugschlepp. Der Halter und Betreiber des Segelfluggeländes ist der Segelflug-Club Stiftland e. V.

## Geschichte
Der Segelflug-Club Stiftland e. V. wurde am 26. Mai 1951 gegründet. Das Segelfluggelände wurde am 2. Juni 1957 in Betrieb genommen.